# Mesopsis hessei
Mesopsis hessei is een rechtvleugelig insect uit de familie veldsprinkhanen (Acrididae). De wetenschappelijke naam van deze soort is voor het eerst geldig gepubliceerd in 1929 door Boris Petrovich Uvarov.